# Олего
Олего, Олега, Олег, Непокрита — річка у Старосалтівській селищній та Чугуївській міській громадах Чугуївського району Харківської області, права притока Великої Бабки (басейн Сіверського Дінця).

## Опис
Довжина річки 12 км, похил річки — 4,8 м/км. Формується з декількох струмків і водойм. Площа басейну 70,7 км².

## Розташування
Олего бере початок на південно-західній околиці села Шестакове. Тече переважно на південний схід і на північно-східній околиці села Піщане впадає до річки Великої Бабки, правої притоки Сіверського Донця.

## Притоки
- Балка Вікняна - права притока у Старосалтівській громаді, бере початок на південному сході від села Михайлівка, тече спочатку на північний схід потім на південний схід і впадає в Олего у селі Шестакове[2]. У верхів'ї балки знаходиться заповідне урочище Пивне.
  - Сухий яр - ліва притока балки Вікняної, впадає на північно-західній околиці села Шестакове[3]
- Балка Сович - права притока у Старосалтівській громаді, впадає в Олего у селі Шестакове[4].
- Комісарський яр - права притока у Старосалтівській громаді, бере початок на північному сході від села Верхня Роганка, тече на північний схід і впадає в річку Олего у південній частині села Шестакове.
  - Балка Розрита - ліва притока Комісарського, впадає на південно-західній околиці села Шестакове[5].
  - Балка Макарти - ліва притока Комісарського, впадає на південно-західній околиці села Шестакове[6].
- Жолобок - права притока у Чугуївській громаді, впадає між селами Шестакове і Піщана[7].
- Балка Густі Лози - права притока у Вільхівській сільській та Чугуївській міській громадах.